# Rdza (choroba)

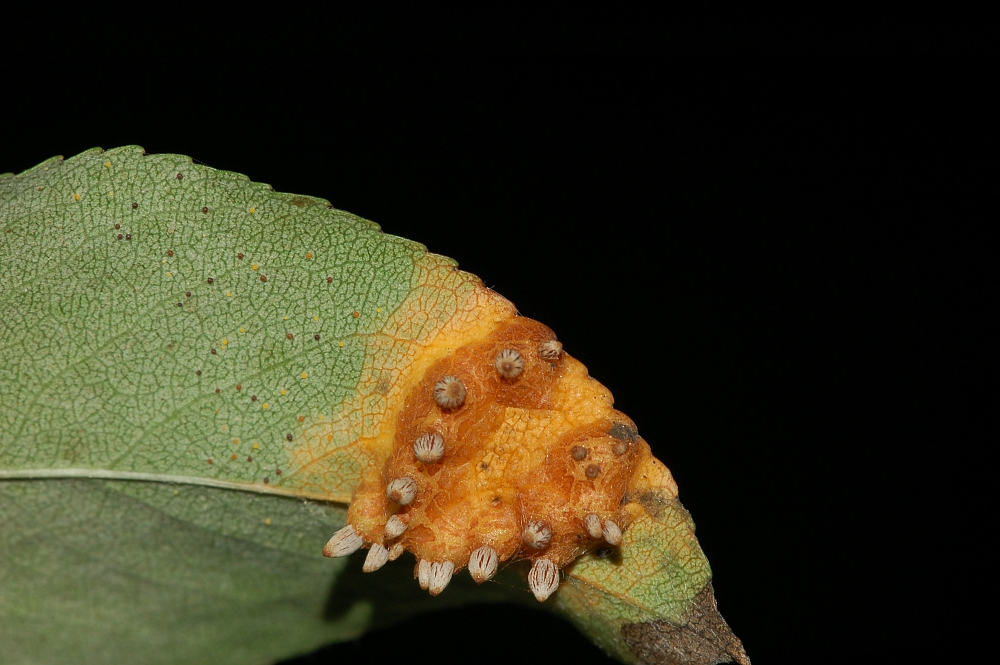
Rdza gruszy

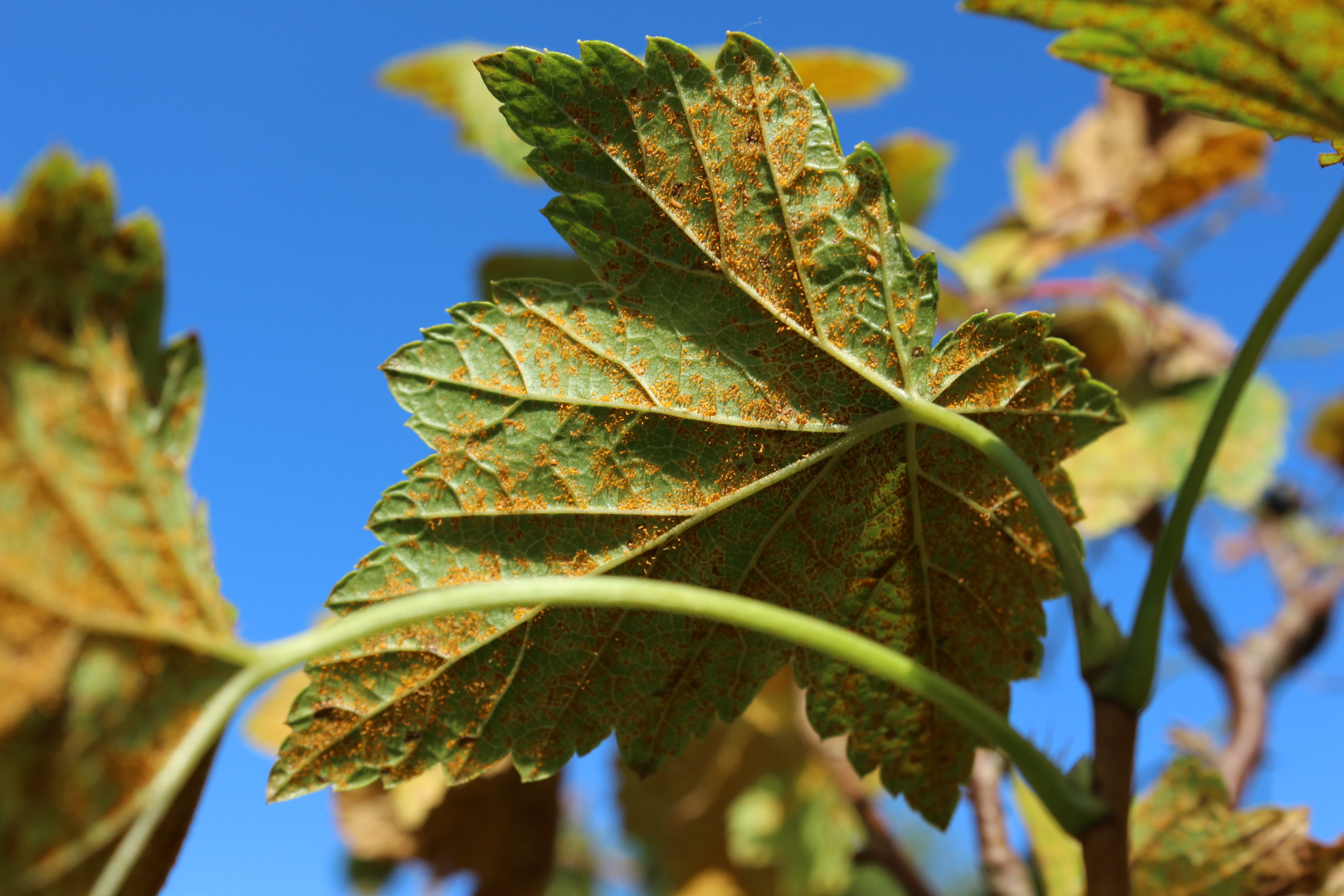
Rdza wejmutkowo-porzeczkowa

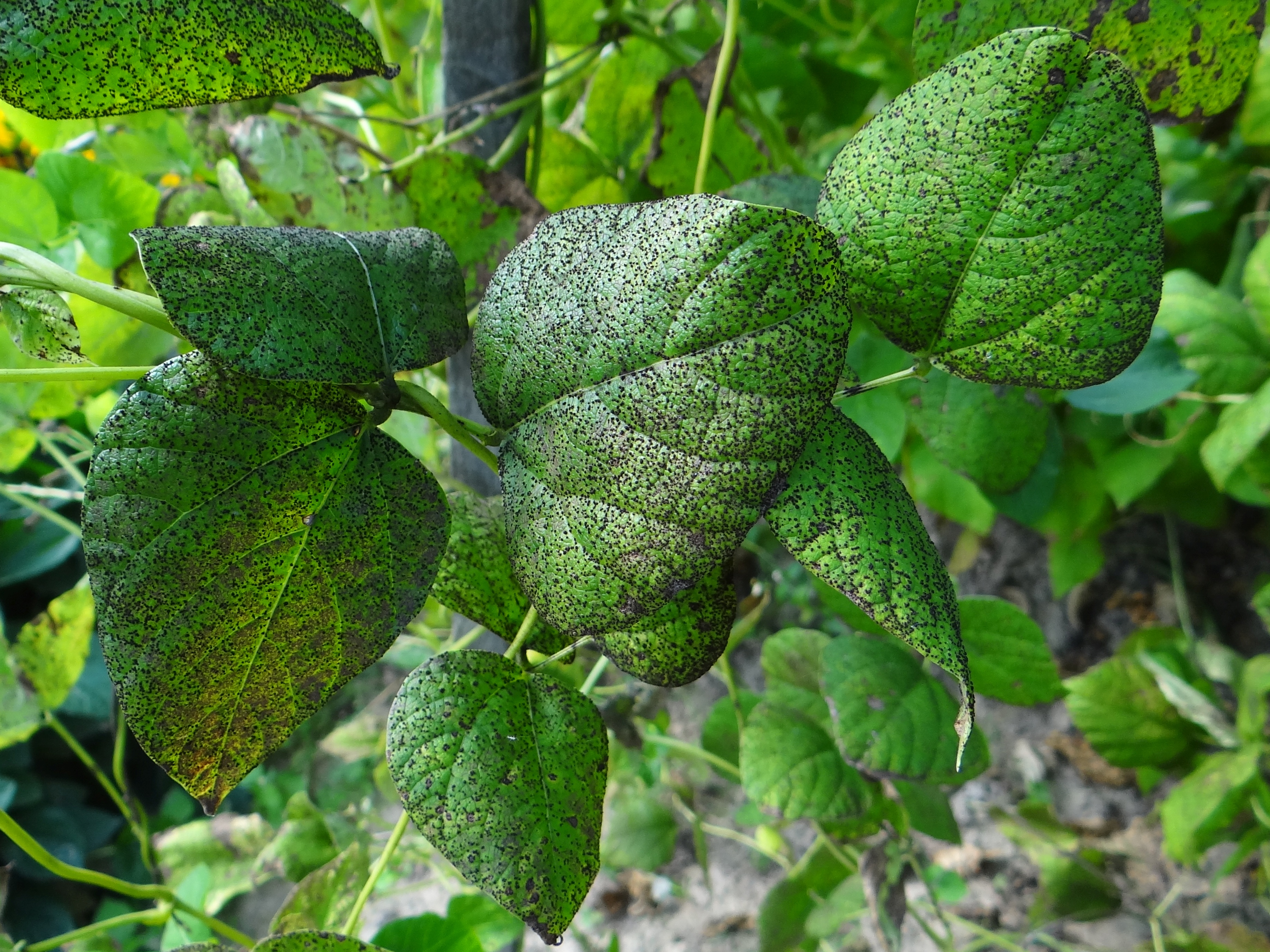
Rdza fasoli

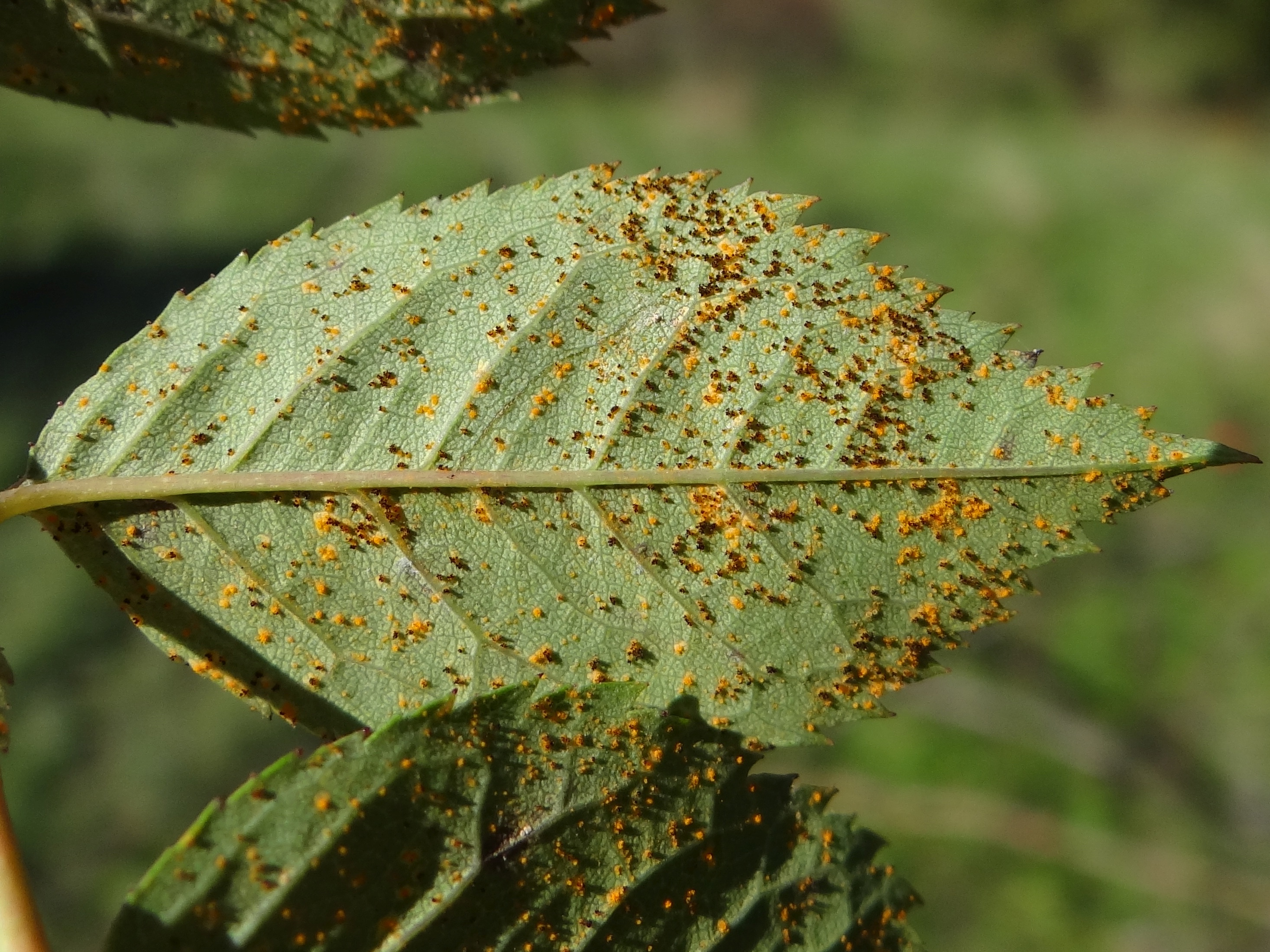
Rdza róży

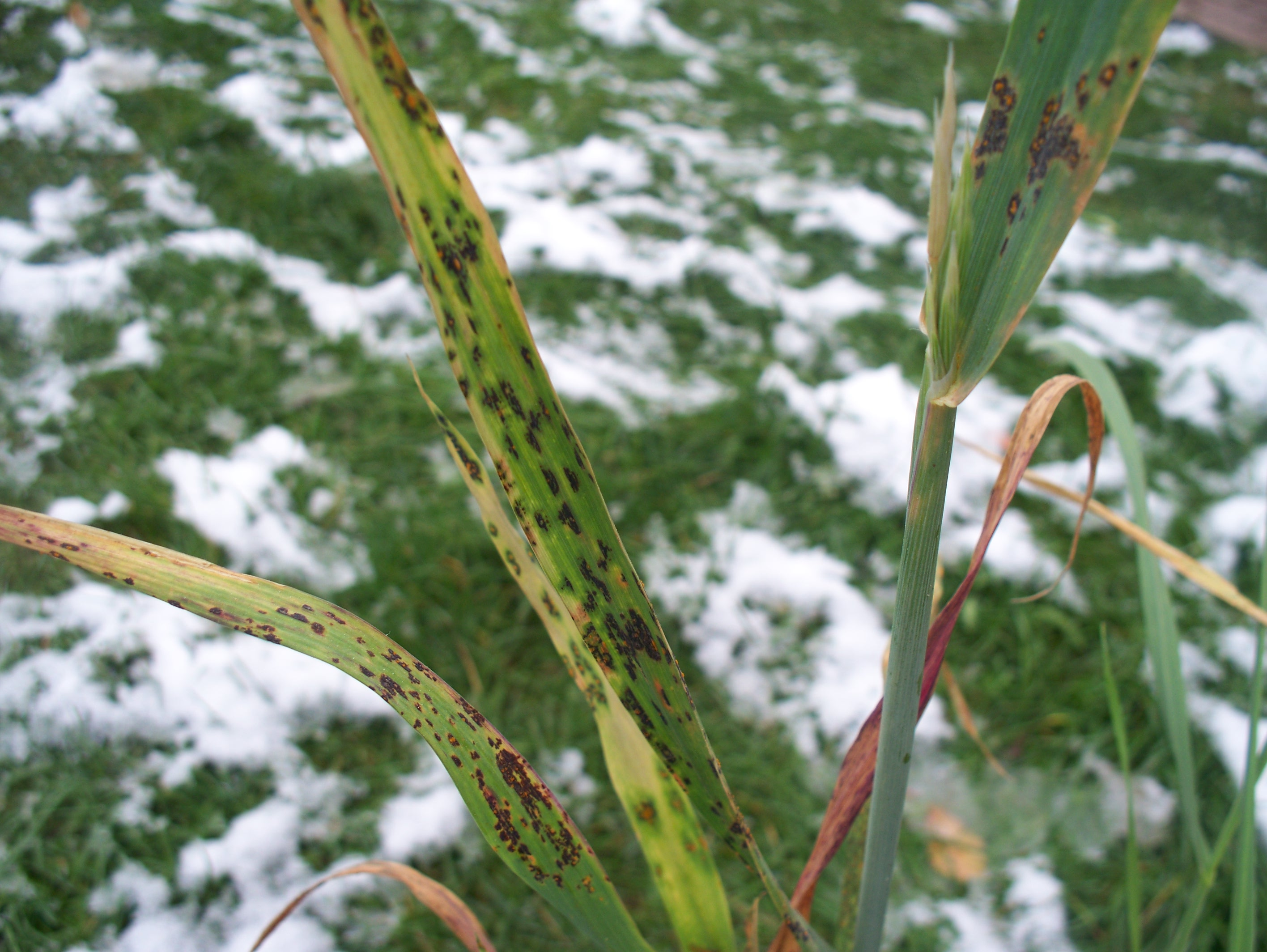
Rdza koronowa owsa

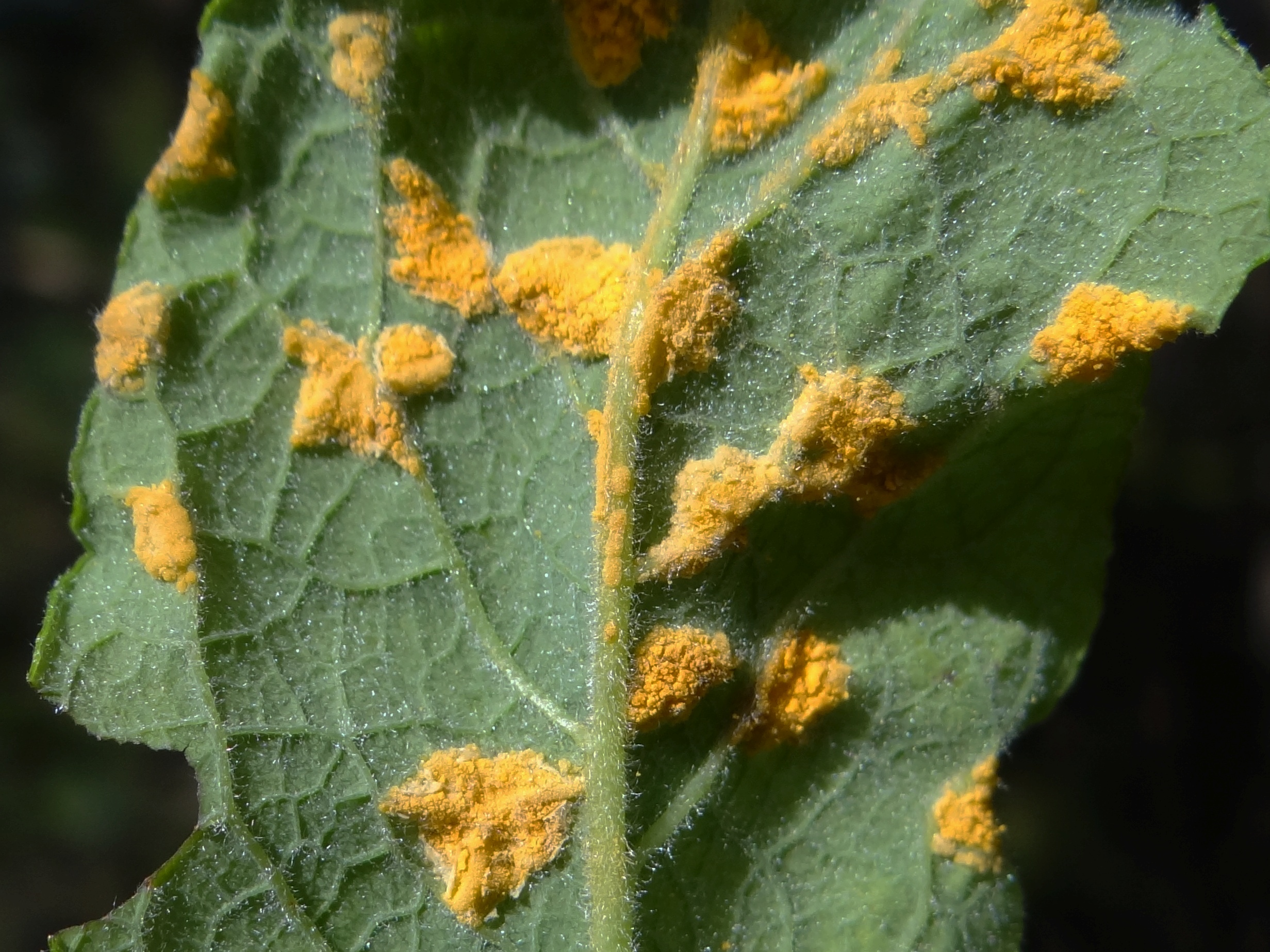
Rdza wierzby. Uredinia na liściu

Rdza – grzybowa choroba roślin wywołana przez grzyby z rzędu rdzowców (Pucciniales). Do ważniejszych rodzajów rdzy występujących w Polsce wśród roślin uprawnych i leśnych należą (w nawiasach podano wywołujące je patogeny):
- amerykańska rdza kory sosny (Endocronartium harknessii)
- biała rdza chryzantemy (Puccinia horiana)
- rdza agrestu (Puccinia caricina)
- rdza bobiku (Uromyces viciae-fabae)
- rdza brunatna łubinu (Uromyces renovatus)
- rdza brzozy (Melampsoridium betulinum)
- rdza buraka (Uromyces betae)
- rdza brunatna pszenicy i rdza brunatna żyta (Puccinia recondita)
- rdza choiny (Melampsora farlowii)
- rdza chryzantemy (Puccinia chrysanthemi)
- rdza cykorii (Puccinia hieracii)
- rdza cynerarii (Coleosporium tussilaginis)
- rdza czosnku (Puccinia porri)
- rdza dzwonka (Coleosporium tussilaginis)
- rdza fasoli (Uromyces appendiculatus)
- rdza fuksji (Pucciniastrum epilobii)
- rdza goździka (Uromyces dianthi)
- rdza goździka brodatego (Puccinia arenariae)
- rdza grochu (Uromyces pisi)
- rdza gruszy (Gymnosporangium sabinae)
- rdza jęczmienia (Puccinia hordei)
- rdza jeżyny (Phragmidium violaceum)
- rdza jodły i brusznicy (Pucciniastrum goeppertianum)
- rdza jodły i goździkowatych (Melampsorella caryophyllacearum)
- rdza koniczyny (różne gatunki Uromyces)
- rdza koronowa owsa (Puccinia coronata)
- rdza kory sosny (Cronartium pini)
- rdza kostrzewy (Uromyces dactylidis)
- rdza krokusa (Uromyces croci)
- rdza kukurydzy (Puccinia sorghi)
- rdza kupkówki (Uromyces dactylidis)
- rdza lnu (Melampsora linii)
- rdza lucerny (Uromyces striatus)
- rdza lwiej paszczy (Puccinia antirrhini)
- rdza łubinu (Uromyces lupinicola)
- rdza maliny (Phragmidium rubi-idaei)
- rdza malwy (Puccinia malvacearum)
- rdza mięty (Puccinia menthae)
- rdza miotlasta świerka (Chrysomyxa arctostaphyli)
- rdza miskanta (Puccinia kuehnii, Puccinia melanocephala)
- rdza pelargoni (Puccinia pelargonii-zonalis)
- rdza perzu (Puccinia recondida)
- rdza pęcherzykowata igieł sosny (Coleosporium tussilaginis)
- rdza pora (Puccinia porri)
- rdza porzeczki (Puccinia ribis)
- rdza rajgrasu wyniosłego (Puccinia brachypodii)
- rdza róży (Phragmidium mucronatum, Phragmidium tuberculatum)
- rdza słonecznika (Puccinia helianthi)
- rdza stokłosy (Puccinia recondida)
- rdza śliwy (Tranzschelia pruni-spinosae)
- rdza świerka i bagna (Chrysomyxa ledi)
- rdza świerka i różanecznika (Chrysomyxa rhododendri)
- rdza szparaga (Puccinia asparagi)
- rdza topoli (Melampsora populnea), (Melampsora allii-populina) i (Melampsora laricis-populina)
- rdza wejmutkowo-porzeczkowa (Cronartium ribicola)
- rdza wiechliny (Puccinia brachypodii, Puccinia poarum, Uromyces dactylidis)
- rdza wierzby (wiele gatunków z rodzaju Melampsora)
- rdza wyczyńca (Puccinia recondita)
- rdza wyki (różne gatunki Uromyces)
- rdza ziemniaka (Puccinia pittieriana)
- rdza złotawa świerka (Chrysomyxa abietis)
- rdza źdźbłowa zbóż i traw (Puccinia graminis)
- rdza żółta zbóż i traw (Puccinia striiformis)[1][2].

Charakterystyczną cechą rdzy jest wytwarzanie wielu rodzajów zarodników. Wyróżnia się rdze pełnocyklowe, u których występuje wszystkie 5 rodzajów zarodników: bazydiospory, spermacja, ecjospory, urediniospory i teliospory, oraz rdze niepełnocyklowe, u których brak niektórych ich rodzajów. Niektóre gatunki pełny rozwój przechodzą na jednym żywicielu (rdze jednodomowe), inne do przejścia pełnego cyklu rozwojowego potrzebują dwóch żywicieli, na każdym z nich wytwarzając inne rodzaje zarodników (rdze dwudomowe). U dwudomowych rdzy roślin uprawnych zazwyczaj pierwszym żywicielem są dziko rosnące gatunki roślin, na których wytwarzane są ecjospory. Rośliny te nazywa się żywicielami ecjalnymi. Drugim żywicielem są rośliny uprawne, na których wytwarzane są teliospory – są to żywiciele telialne. Z tego powodu rdze jednodomowe pojawiają się na roślinach uprawnych już wczesną wiosną, rdze dwudomowe później – dopiero w lecie.
Grzybnia rdzy rozwija się tylko w miejscu infekcji, najczęściej w przestrzeniach międzykomórkowych miękiszu liści, do jego komórek zapuszczając tylko ssawki. Na pędach zdrewniałych przerasta tylko korę pierwotną, nie wchodząc do wiązek przewodzących. Z tego powodu rdze rozwijają się tylko na żywych roślinach i nie doprowadzają do ich śmierci, a tylko je osłabiają.
Patogeny wywołujące rdzę najczęściej zimują we wnętrzu tkanek porażonych roślin lub na ich opadłych liściach w postaci grzybni i grubościennych teliospor. Wiosną z kiełkujących teliospor wyrastają bazydiospory dokonujące infekcji pierwotnej. Objawami infekcji są występujące najczęściej na liściach skupiska pomarańczowo żółtych owocników: na wiosnę są to ecja, potem uredinia. Wytwarzane w urediniach urediniospory wiatr może przenosić na duże odległości. Dokonują one infekcji wtórnych rozprzestrzeniając chorobę. Późnym latem obok urediniów powstają przetrwalnikowe telia, te zwykle są ciemniejsze – mają barwę od brązowej do czarnej.
Szerzeniu rdzy zapobiega się poprzez:
- stosowanie płodozmianu,
- uprawianie kultywarów wykazujących większą odporność na rdze,
- wygrabianie i usuwanie spod drzew i krzewów liści oraz usuwanie z pól resztek pożniwnych, na nich bowiem przezimowują grzybnia i teliospory, wiosną rozsiewając zarodniki dokonujące infekcji pierwotnej,
- podlewanie roślin tak, by nie zamoczyć liści. Trwające przez pewien czas zwilżenie liści jest niezbędne zarodnikom do wykiełkowania,
- przy rdzach dwudomowych tępienie w okolicy plantacji roślin będących żywicielami ecjalnymi[3].

Chemicznie zwalcza się rdze opryskiwaniem fungicydami. Opryskiwanie nie powoduje jednak uzdrowienia porażonych już części roślin, a tylko hamuje dalszy rozwój choroby. Z tego powodu należy je rozpocząć jak najwcześniej, zaraz po dostrzeżeniu pierwszych objawów choroby.